# Соколови
Соколо́ви (рос. Соколовы) — присілок у складі Даровського району Кіровської області, Росія. Входить до складу Вонданського сільського поселення.
Населення становить 1 особа (2010, 18 у 2002).
Національний склад станом на 2002 рік — росіяни 100 %.